# Cengkeh Nan Xx
Cengkeh Nan Xx is een bestuurslaag in het regentschap Padang van de provincie West-Sumatra, Indonesië. Cengkeh Nan Xx telt 3923 inwoners (volkstelling 2010).